# Libyen i olympiska sommarspelen 2000
Libyen deltog i de olympiska sommarspelen 2000 med en trupp bestående av tre deltagare, alla män, men ingen av landets deltagare erövrade någon medalj.

## Friidrott
Herrarnas maraton
- Adel M Edeli
  1. Final – DNF

## Taekwondo
| Idrottare            | Gren             | Åttondelsfinaler     | Kvartsfinaler        | Semifinaer           | Återkval omg. 1      | Återkval omg. 2      | Final                | Final     |
| Idrottare            | Gren             | Motståndare Resultat | Motståndare Resultat | Motståndare Resultat | Motståndare Resultat | Motståndare Resultat | Motståndare Resultat | Placering |
| -------------------- | ---------------- | -------------------- | -------------------- | -------------------- | -------------------- | -------------------- | -------------------- | --------- |
| Nizar Mohamed Naeeli | Herrarnas −68 kg | Dzitijev (RUS) L PTG | Gick inte vidare     | Gick inte vidare     | Gick inte vidare     | Gick inte vidare     | Gick inte vidare     |           |